# Portell de Colomers
El Portell de Colomers, en occità Portau de Colomèrs, és una collada que es troba en el límit dels termes municipals de Naut Aran, a la Vall d'Aran i Espot, a la comarca del Pallars Sobirà, dins del Parc Nacional d'Aigüestortes i Estany de Sant Maurici.

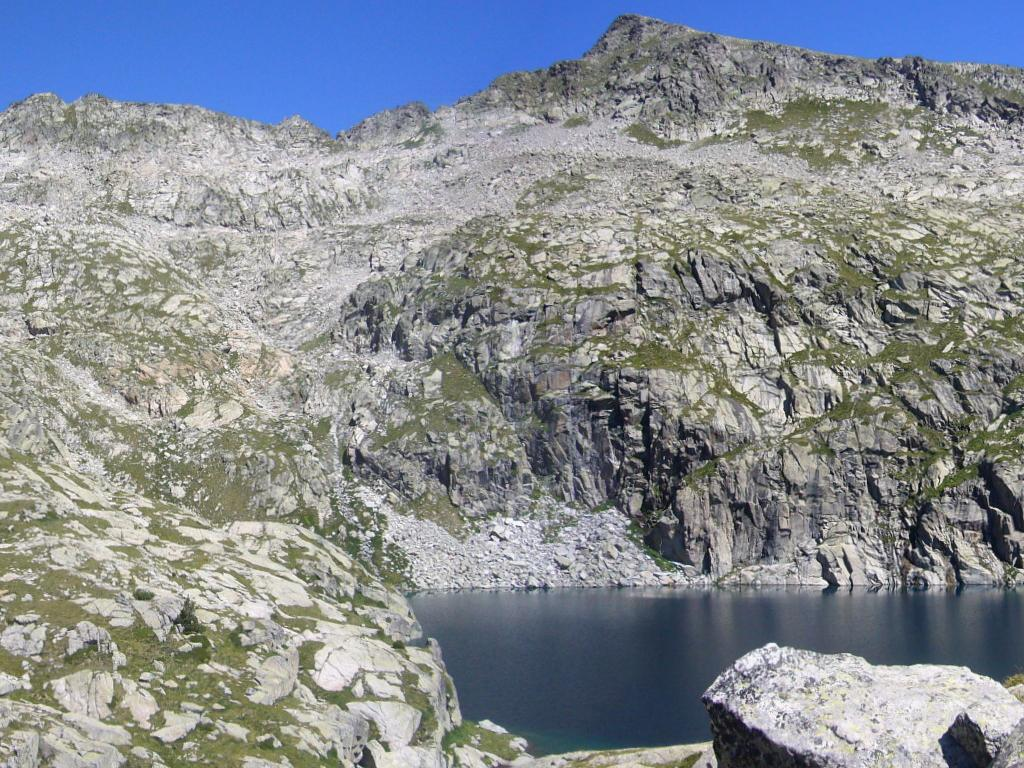
Pic del Bergús i Portau de Colomèrs vistos des dels Estanys del Bergús.

Té el doble nom, català i occità, pel fet que es troba just al límit de les dues llengües; s'utilitza la forma occitana a la Vall d'Aran i la catalana a la resta del país.
El coll està situat a 2.728,9 metres d'alçada, entre el Gran Tuc de Colomèrs a l'oest-sud-oest i el Tuc del Bergús a l'est-nord-est; comunica Colomèrs d'Espot (S) i el Circ de Colomèrs (N), és a dir: les valls de Sant Nicolau i d'Aiguamog.

## Rutes[2]
- Pel vessant del Circ de Colomèrs el camí deixa la GR 11 al sud del Lac Obago, passa per la riba occidental de l'Estany de Ràtera de Colomèrs i s'enfila cap a la collada.
- Per la banda de Colomèrs d'Espot la ruta puja des de l'Estany del Bergús cap al nord.